# Daniel Johnson
Daniel Anthony Johnson, född 8 oktober 1992, är en engelsk-jamaicansk fotbollsspelare som spelar för Stoke City. 
Johnson föddes i Jamaica. Hans moderklubb är Crystal Palace.

## Klubbkarriär
Den 19 juli 2023 värvades Johnson av Stoke City, där han skrev på ett tvåårskontrakt.

## Landslagskarriär
Johnson debuterade för Jamaicas landslag den 14 november 2020 i en 3–0-förlust mot Saudiarabien.